# Crossyne
Crossyne là chi thực vật có hoa trong họ Amaryllidaceae.